# 横須賀消磁所
横須賀消磁所（よこすかしょうじしょ）とは、神奈川県横須賀市泊町、横須賀造修補給所内に存在する艦船の消磁所である。日本では唯一の施設で、海上自衛隊が使用している。アメリカ海軍とは共同使用施設となっている。

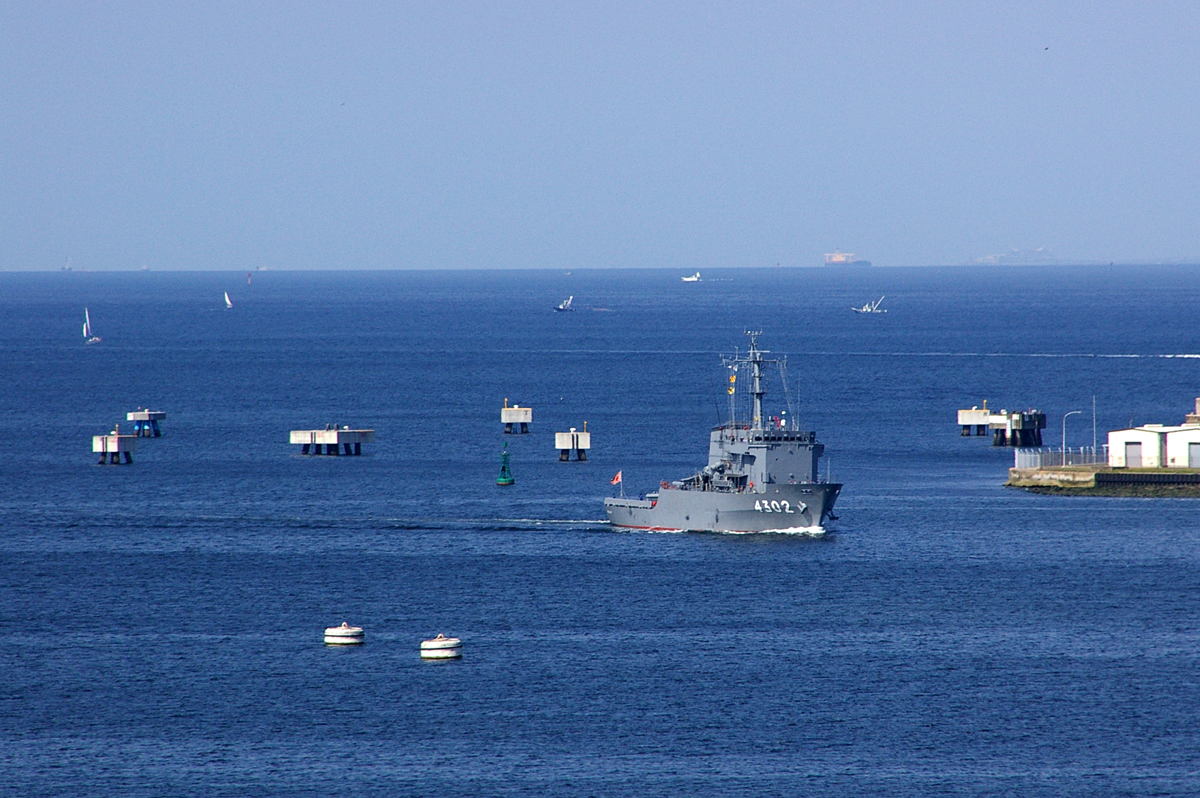
横須賀消磁所（海上にある四角いコンクリート構造物群）

## 概要
消磁所とは、船体消磁(Deperming)を施す施設である。海面に突き出た多数の構造物に係留し、艦体の磁力を測定し、消磁装置で逆向きの磁気を当てて打ち消す。
ほとんどの艦船は磁性体である鋼製であり、長時間使用すると地磁気の影響や接触による接触電気により強い磁性を帯びる。定期的に消磁作業を行わないと敵国などが敷設した磁気感応式機雷に反応するリスクが高まる。
なお日本における消磁関連施設としては他に、掃海隊群のための磁気測定施設として仮屋磁気測定所と佐世保磁気測定所が存在する。